# Плексин

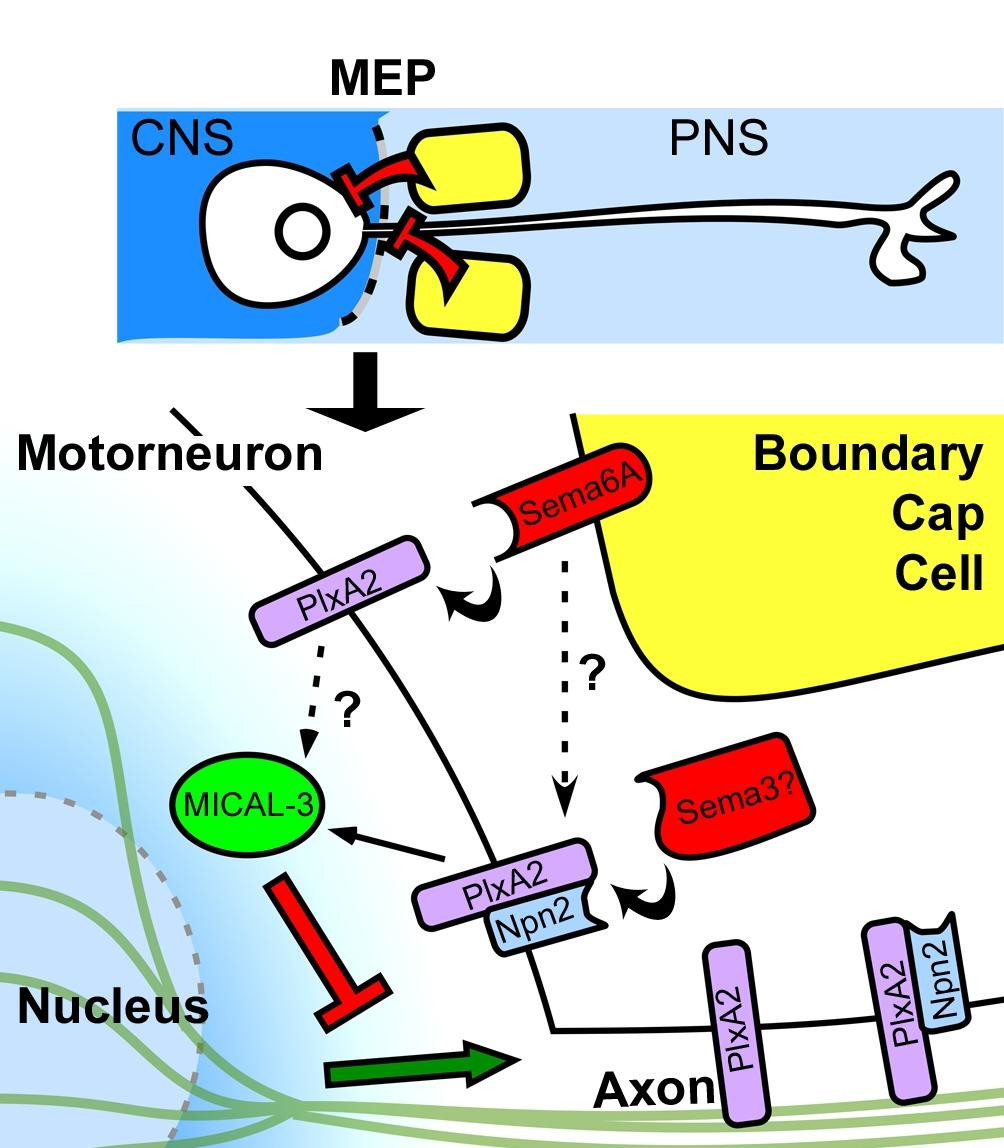
Взаимодействие семафоринов с другими белками, плексином A2 и нейропилином 2, создаёт условия, при которых моторные нейроны спинного мозга способны выпускать свои аксоны на периферию, но не могут сами выбраться за его пределы. Bron et al., 2007.

Плексины - семейство белков, являющихся рецепторами семафоринов, как отдельно, так и в комплексах с нейропилинами. 
Первый плексин был идентифицирован в 1997 году в нервной системе шпорцевой лягушки.
Гены плексинов:
- PLXNA1, PLXNA2, PLXNA3, PLXNA4A, PLXNA4B
- PLXNB1, PLXNB2, PLXNB3
- PLXNC1
- PLXND1